# Curtis P. Iaukea
Curtis Piʻehu Iaukea,,,,, (13 décembre 1855 - 5 mars 1940) est fonctionnaire de la cour, officier de l'armée et diplomate du royaume d'Hawaï. Il devint plus tard un fonctionnaire influent pour les régimes ultérieurs du gouvernement provisoire, de la République et du territoire d'Hawaï.
Iaukea est élevé dès son plus jeune âge pour servir la famille royale hawaïenne. Il prend de l'importance pour la première fois sous le règne du roi Kalākaua lorsqu'il sert comme fonctionnaire important de la cour et officier de l'armée dans l'armée des volontaires du royaume d'Hawaï. Il occupe de nombreux postes importants, notamment celui de gouverneur d'Oahu et de chambellan de la maison royale. Il est également ambassadeur d'Hawaï en Europe et en Asie, assistant au couronnement du tsar Alexandre III de Russie et au jubilé d'or de la reine Victoria. Iaukea reçoit de nombreux honneurs hawaïens et décorations étrangères au cours de son service dans le royaume. Après le renversement de la monarchie, il continue à travailler pour les régimes ultérieurs du gouvernement provisoire et de la République d'Hawaï. Il sert comme officier dans l'état-major militaire du président Sanford B. Dole et représente la République au jubilé de diamant de la reine Victoria.
Après l'annexion d'Hawaï aux États-Unis, il devient membre du Parti démocrate d'Hawaï et occupe de nombreux postes officiels dans le territoire d'Hawaï nouvellement créé, notamment shérif du comté d'Honolulu, sénateur du troisième district, secrétaire d'Hawaï et gouverneur par intérim d'Hawaï. En tant que l'un des derniers représentants survivants de la cour royale hawaïenne, il est chef d'entreprise et secrétaire privé de la reine déchue Lili'uokalani jusqu'à sa mort en 1917.

## Jeunesse et famille
Curtis Pi'ehu I'aukea nait le 13 décembre 1855 à Waimea, sur l'île d'Hawaï. Descendant de la noblesse hawaïenne aliʻi, ses parents sont John W. Iaukea et Lahapa Nalanipo. Son père est magistrat du district de Hamakua et leur famille est bien connue sur l'île d'Hawaï. De sa lignée paternelle, il descend de Namiki, prêtre de l'ordre Pa'ao, et de Kahiwa Kānekapōlei, fille de Kamehameha Ier. Du côté de sa mère, il descend du Kalanipo ou Nalanipo, descendant du clan 'I de Hilo et du clan Mahi de Kohala. La famille de sa mère est également liée à Kekuʻiapoiwa II, la mère du roi Kamehameha I,. Sa famille est considérée comme appartenant au rang hawaïen kaukau aliʻi, ou chefs de rang inférieur au service de la famille royale.
Lui et sa sœur Maraea sont nés dans la maison familiale à Waimea, qui se trouve de l'autre côté du ruisseau Waikōloa depuis la résidence du premier missionnaire protestant américain Lorenzo Lyons, un ami proche de la famille. Iaukea reçoit le prénom Curtis en l'honneur du fils de Lyon, Curtis Jere Lyons. Lorsqu'il est ensuite présenté au roi Kamehameha IV alors qu'il est un jeune enfant, le roi lui donna le nom supplémentaire Pi'ehu en raison de sa timidité et de son teint plus clair. À la cour, il est connu et désigné sous son nom hawaïen Piʻehu.
Peu de temps après sa naissance, il est adopté par son oncle maternel Kaihupaʻa pour être élevé selon la coutume hawaïenne du hānai, une forme informelle d'adoption entre familles élargies pratiquée aussi bien par la famille royale hawaïenne que par les roturiers,. Son oncle est éduqué par le missionnaire protestant américain Levi Chamberlain et sert toute sa vie comme assistant personnel et serviteur du roi Kamehameha III et plus tard de son successeur Kamehameha IV. Iaukea est emmené dans la capitale du royaume, Honolulu, pour vivre avec Kaihupaʻa et sa femme Keliaipala. Ils vivent près du terrain de l'ancien palais 'Iolani, dans le bâtiment de l'ancienne école royale. Rebaptisé Halepoepoe (qui signifie maison circulaire ou ronde), ce bâtiment est transformé en maison pour les serviteurs royaux et les kahu (gardiens) du roi régnant Kamehameha IV. Vers l'âge de cinq ou six ans, Iaukea tombe dans un puits et son oncle Kaihupa'a se casse le pied en essayant de le sauver, mourant plus tard des suites de ses blessures.

## Éducation
Iaukea est élevé à la cour hawaïenne pour devenir un kahu et continuer sa kuleana familiale (responsabilité) au service de la famille royale hawaïenne. Le jeune garçon est destiné à être élevé comme page ou valet de chambre et compagnon du prince Albert Edward Kamehameha, fils unique et héritier de Kamehameha IV et de son épouse la reine Emma. Ces projets ne se réaliseront jamais car le prince meurt en 1862, à l'âge de quatre ans. Plus tard dans sa vie, Iaukea note :

« Parmi les impressions les plus vives et les plus durables de mon enfance, je me souviens des jours où, alors que j'étais un gamin de cinq ou six ans aux pieds nus, j'avais l'habitude de m'ébattre dans les jardins du palais, en dansant pour la royauté dans le rôle de page et de valet de Son Altesse Royale, le Prince d'Hawaï - Ka Haku-o-Hawaï, comme l'appelaient plus familièrement les membres de la royauté et les Hawaïens - qui était alors dans sa quatrième année et jouissait pleinement de sa santé et d'une enfance heureuse. »

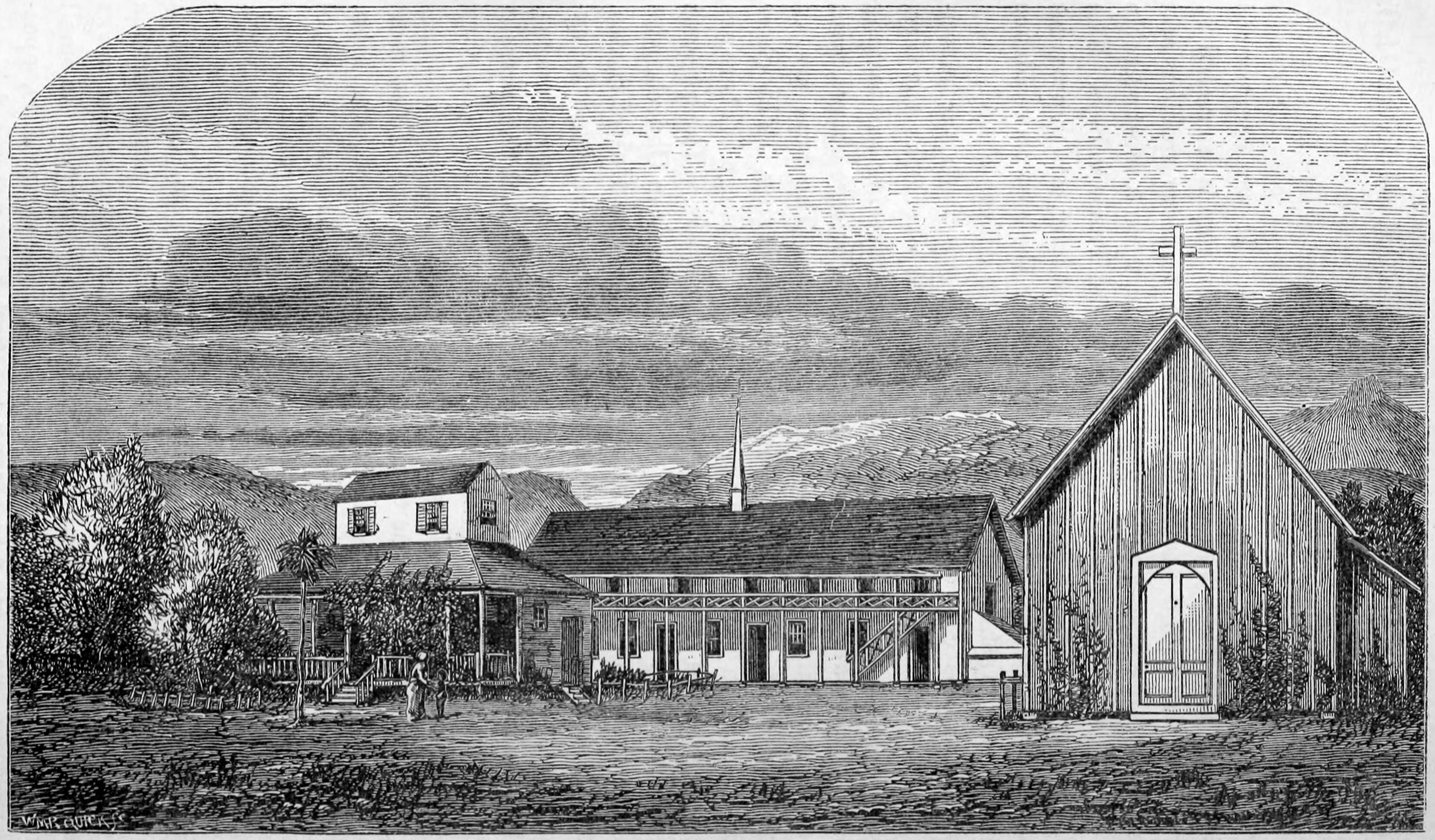
Collège Saint-Alban, Honolulu, 1866

En tant que pupille du gouvernement hawaïen, il est envoyé dans un internat anglican. Vers 1862 ou 1863, Iaukea est inscrit au St. Alban's College, fondé par l'évêque Thomas Nettleship Staley et ses assistants, l'archidiacre George Mason et le révérend Edmund Ibbotson, situé dans la vallée de Pauoa. Ici, il développe pour la première fois une amitié avec William Pitt Leleiohoku, le fils hānai de la princesse Keʻelikōlani. Leur lien est plus tard comparé à l'amitié de Damon et de Pythias,.
En 1863, l'école est déplacée et fusionne avec l'école Lua'ehu, à Lahaina, Maui, créée par le révérend anglican William R. Scott et plus tard administrée par l'archidiacre Mason qui servit de mentor à Iaukea. En 1870, il retourne à Oahu lorsque l'école est de nouveau transférée sur son site d'origine. Ces institutions sont les précurseurs de l'actuelle école Iolani à Honolulu,. Certains de ses autres camarades de classe comprennent Samuel Nowlein et Robert Hoapili Baker, qui sont tous deux des politiciens plus tard dans leur vie.

## Service à la monarchie
En 1871, avant de quitter Hawaï, l'archidiacre Mason informe Iaukea que si Kamehameha IV est encore en vie, il aurait eu l'intention qu'il poursuive ses études en Europe et qu'il le prépare éventuellement à devenir aumônier ordonné de la famille royale. Iaukea est profondément touché par les grandes attentes de son défunt bienfaiteur. Après avoir terminé ses études, il sert le roi Kamehameha V en tant que porteur de kāhili et intendant au palais, en attendant une mission du roi.
En 1872, le roi envoie Iaukea et William K. Hutchison, le fils de Ferdinand William Hutchison, à Lahaina où ils apprennent l'art de faire bouillir le sucre dans l'industrie sucrière en pleine croissance à Maui et aident à gérer la plantation sucrière de West Maui, dans laquelle le roi a des intérêts. Ils sont placés sous la garde du gouverneur Paul Nahaolelua. Après la mort du roi en 1872, Iaukea quitte brièvement son service à la cour royale et déménage à Hilo pour vivre avec sa sœur Maraea et son mari Charles Akono Nui Akau, directeur sino-hawaïen de la plantation sucrière de Pauka'a,. L'apathique Iaukea apprécie sa nouvelle indépendance, mais il se sent également insatisfait. Il écrit plus tard : « J'étais désemparé. Et même si je jouissais de mon indépendance, j'étais conscient que je ne savais pas exactement où j'allais ni ce que je devais faire. J'étais frustré sans m'en rendre compte ».

### Règne de Kalākaua

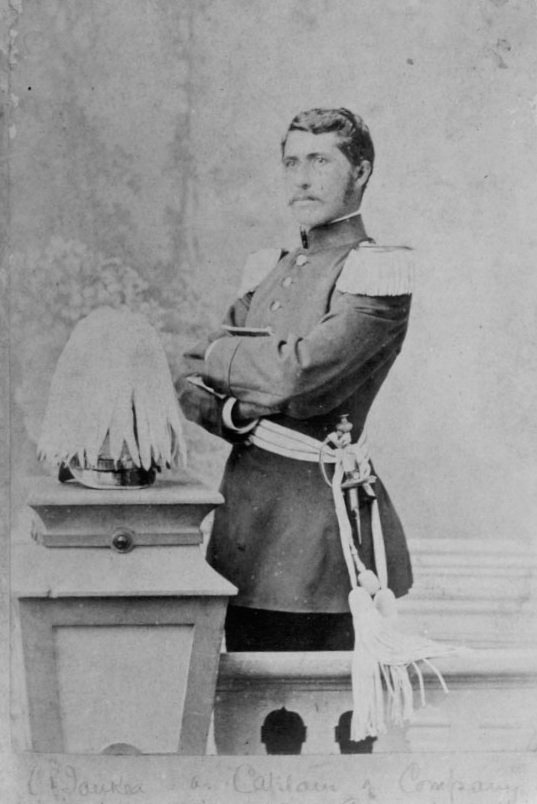
Colonel Iaukea en tant que jeune officier, 1878

Après le court règne de Lunalilo, le roi Kalākaua monte sur le trône d'Hawaï en 1874. Lors d'une tournée sur l'île d'Hawaï, Iaukea attire l'attention du nouveau roi qui lui ordonne de retourner à la cour royale,. Il devient l'assistant personnel du frère cadet du roi et ancien camarade de classe, le prince William Pitt Leleiohoku. Les deux hommes ont le même âge et partagent le même intérêt pour le sport et la musique. Il devient membre du Kawaihau Glee Club, parrainé par le prince et ses amis, qui rivalise avec les clubs de chant du roi, de la princesse Lili'uokalani et de la princesse Likelike. Liliʻuokalani note que le groupe de son frère « constituait dans une large mesure les voix masculines les plus pures et les plus douces que l'on puisse trouver parmi les Hawaïens indigènes ». Le Prince décède le 7 avril 1877.
Le 15 avril 1878, Iaukea est nommé capitaine du Prince's Own Artillery Corps, compagnie A. Cette unité est un régiment militaire volontaire réorganisé en 1874 et dirigé à l'origine par le roi Kalākaua ,. À cette époque, l'armée du royaume d'Hawaï se compose de cinq compagnies de volontaires, dont la Prince's Own, et des troupes régulières de la King's Household Guard. Chaque unité peut être appelée au service actif si nécessaire.
Le 29 novembre 1878, Iaukea est également nommé à l'état-major militaire personnel du roi Kalākaua, avec le grade de colonel ,. Le 4 octobre 1886, Iaukea est nommé adjudant général des Forces du Royaume, succédant à la démission de Charles T. Gulick ,. Selon la loi militaire de 1886, en tant qu'adjudant général, il est le commandant en second après John Owen Dominis, qui est nommé lieutenant général et commandant en chef auprès du roi comme commandant suprême et généralissime,,.
A différentes époques du règne du roi, il occupe les postes importants de collecteur d'impôts pour Koolaupoko, membre du Conseil privé d'État, commissaire à la Grande Exposition internationale de la pêche à Londres, membre du Conseil de santé, agent débourseur de la Garde royale, percepteur général des douanes, commissaire des terres de la Couronne et agent foncier, secrétaire particulier du roi, ainsi que d'autres postes et nominations mineurs. Il est chambellan de la Maison royale de 1886 à 1888, succédant à ce poste après la démission de Charles Hastings Judd. Après la nomination de Dominis au poste de lieutenant général, Iaukea est nommé pour lui succéder au poste de gouverneur d'Oahu. Il occupe ce poste du 4 octobre 1886 au 5 août 1887, date à laquelle Dominis est reconduit au poste,.
De 1880 à 1883, il est secrétaire du ministère des Affaires étrangères. À ce titre, il travaille comme commis en chef et secrétaire du ministre des Affaires étrangères William Lowthian Green et plus tard du successeur de Green, Walter Murray Gibson. Après une période au service de ce nouveau ministre des Affaires étrangères, Gibson lui demande de démissionner et nomme à sa place son ami Joseph S. Webb. Iaukea revint pour servir comme membre du personnel du roi, devenant rapidement un favori dans l'entourage royal. Lors de la cérémonie de couronnement de Kalākaua en 1883, il joue un rôle cérémonial important en tant que porteur de l'épée d'État, tandis que sa femme est l'une des dames d'honneur de la reine Kapi'olani.
Après la cérémonie de couronnement, le roi informe Iaukea que lui et son cabinet l'ont chargé de diriger un voyage diplomatique à travers le monde. Iaukea est surpris par cet honneur car il n'a aucune expérience en diplomatie et n'a que vingt-huit ans à l'époque. Dans ce rôle, Iaukea devient le membre ayant le plus voyagé de l'administration hawaïenne après Kalākaua qui fait un tour du monde similaire en 1881. Chargé d'ambassadeur du royaume avec rang d'envoyé extraordinaire et de ministre plénipotentiaire, il représente Hawaï lors du couronnement du tsar Alexandre III de Russie le 27 mai 1883 et dirige ensuite une tournée diplomatique dans les cours d'Europe et du Japon,. Voyageant avec son secrétaire, Henry F. Poor, en partie hawaïen, Iaukea fait une impression favorable sur les cours européennes. En Russie, ils ont une audience avec le nouveau tsar et la nouvelle tsarine, rencontrent le ministre russe des Affaires étrangères Nikolaï Girs et échangent sur un pied d'égalité avec les autres dignitaires étrangers. Iaukea note plus tard, « la vue du drapeau de mon pays flottant au-dessus de l'entrée de l'hôtel Duseaux, à côté de ceux des États-Unis et du Japon, m'a donné une incitation supplémentaire à assumer les responsabilités qui m'attendaient et à les assumer avec honneur ». Les deux Hawaïens se sont rendus dans les cours de Berlin, Vienne, Belgrade, Londres, Rome, ainsi qu'en Inde et au Japon via le canal de Suez,. A Londres, il visite l'Exposition internationale de la pêche. Au Japon, il rencontre l'empereur Meiji et contribue à finaliser un plan d'immigration entre le Japon et Hawaï préalablement négocié par Kalākaua lors de sa tournée mondiale.
En 1887, il est nommé ambassadeur en Grande-Bretagne, avec le rang d'envoyé extraordinaire et de ministre plénipotentiaire à la Cour de St James's, et accompagne la reine Kapi'olani et la princesse Lili'uokalani à la célébration du jubilé d'or de la reine Victoria,. Le groupe diplomatique comprend également le gouverneur John Owen Dominis, époux de la princesse, le colonel James Harbottle Boyd, secrétaire et attaché à Iaukea, et leurs accompagnateurs. Au cours de leur voyage à travers les États-Unis, ils se sont rendus à Washington, DC et rencontrent le président Grover Cleveland. Le groupe hawaïen est gracieusement reçu pendant le jubilé et reçoit le même honneur que toutes les nations présentes,. Iaukea traduit pour la reine Kapi'olani, qui ne parle que l'hawaïen, lors de son audience officielle avec la reine Victoria.
Iaukea est décoré de l'Ordre Royal de Kapiolani et de l'ordre royal de la Couronne d'Hawaï en 1884, et ses biographies affirment qu'il reçoit également tous les ordres hawaïens sous le règne de Kalākaua, c'est-à-dire les honneurs de l'ordre royal de Kamehameha Ier, de l'ordre royal de Kalākaua et de l'ordre royal de l'Étoile d'Océanie,. Il reçoit également de nombreux honneurs et décorations étrangères, notamment commandeur (troisième classe) de l'ordre de la Couronne de Thaïlande, commandeur d'un ordre non spécifié de l'Empire ottoman, grand-croix et cordon de l'ordre de Saint-Stanislas de Russie, grand-croix et ruban de l'Empire ottoman, ordre de la Croix de Takovo de Serbie, Légion d'honneur de France, grand-croix de l'ordre de la Couronne d'Italie, chevalier commandeur de l'ordre de Saint-Olaf de Suède-Norvège, chevalier commandeur de l'ordre du Soleil Levant du Japon, la Croix-Rouge belge, grand officier de l'ordre du Libérateur du Venezuela, la médaille du jubilé d'or de la reine Victoria britannique et la médaille du jubilé de diamant, .

## Après le renversement
Après la mort de Kalākaua et l'avènement de la reine Lili'uokalani, Iaukea est reconduit dans ses fonctions de colonel de l'état-major militaire personnel de la reine et d'agent des terres de la Couronne. La monarchie est renversée le 17 janvier 1893 par le Comité de sécurité, avec le soutien du ministre américain John L. Stevens, et le débarquement des forces américaines depuis l'USS Boston. Après une brève transition sous le gouvernement provisoire, la république oligarchique d'Hawaï est créée en juillet. 4 décembre 1894, avec Sanford B. Dole comme président.

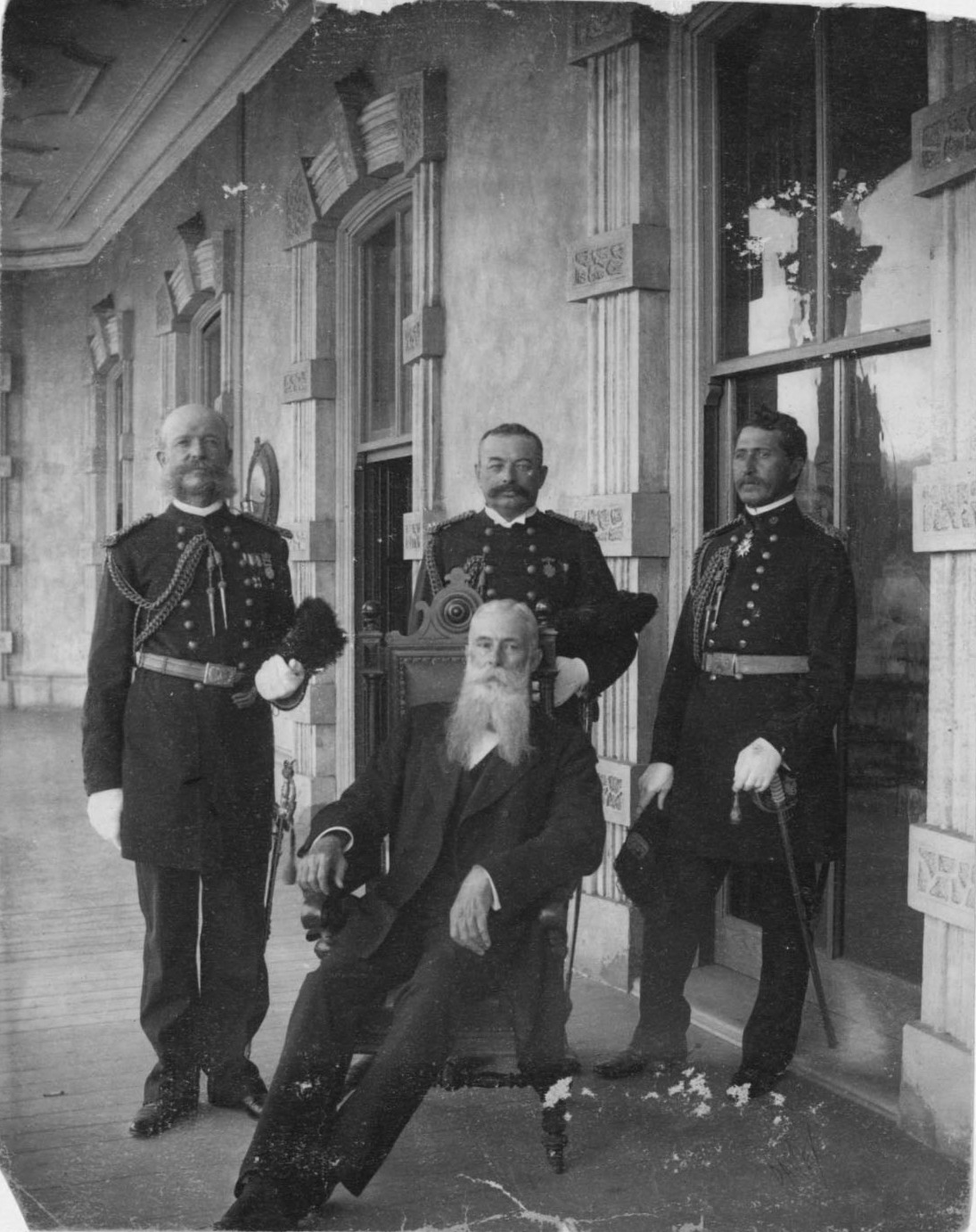
Major Iaukea (à droite) avec d'autres officiers et le président Sanford B. Dole

Après le renversement, le gouvernement provisoire demande à Iaukea de conserver son poste d'agent des terres de la Couronne. Il prête serment d'allégeance au nouveau régime le 24 janvier 1893. Selon Iaukea, plus tard dans sa vie, il décide de continuer à travailler pour les deux régimes suivants après avoir consulté la reine déchue et obtenu son approbation. Il évoque également la nécessité économique de travailler pour le gouvernement puisque lui et sa femme doivent vendre leur résidence à Honolulu à cette époque. À partir de ce moment, son amitié avec Liliʻuokalani s'est refroidie, Iaukea notant que « mes appels envers [elle] manquaient du caractère informel personnel des jours plus heureux »,.
Durant cette période, il travaille comme sous-agent des terres publiques. Il siège également au Conseil des inspecteurs des prisons en 1893 et est nommé agent de police spécial du district de Kona à Oahu en 1894. Le 27 novembre 1895, il est nommé au grade rétrogradé de major et d'intendant à l'état-major de la République,. Ayant développé une étroite amitié avec la Couronne britannique, Iaukea retourne au Royaume-Uni pour célébrer le jubilé de diamant de la reine Victoria en 1897. Représentant la République, il occupe le rang rétrogradé de secrétaire et attaché militaire de l'envoyé spécial Samuel Mills Damon,,. En janvier 1898, il accompagne le président Dole et son épouse à Washington, DC, également dans le rôle de secrétaire et d'attaché militaire,.

## Après l'annexion
Lorsque les États-Unis annexent Hawaï et établissent le territoire d'Hawaï, Iaukea s'implique dans la politique locale en tant que membre du Parti démocrate d'Hawaï. Aux élections générales de 1904, il défie sans succès le prince Jonah Kūhiō Kalanianaʻole, un républicain, pour le poste de délégué au Congrès d'Hawaï sur la liste démocrate. Lors des élections de 1906, il est élu deuxième shérif du comté d'Honolulu, succédant à Arthur M. Brown. Il occupe ce poste de 1907 à 1909,,,. Il est administrateur du Queen's Medical Center de 1905 à 1909 ,.
Il est membre démocrate du Sénat territorial de 1913 à 1915, représentant le troisième district d'Oahu. Sous le gouverneur démocrate Charles J. McCarthy, Iaukea est nommé par le président Woodrow Wilson secrétaire d'Hawaï du 3 mai 1917 au 12 octobre 1921 et gouverneur par intérim du territoire du 30 décembre 1919 au 30 mars 1920,.
Après la mort de Joseph Oliver Carter, Iaukea devient le secrétaire particulier et l'agent commercial de Liliʻuokalani. De 1909 à 1917, il occupe ce poste et devient administrateur du Queen Liliʻuokalani Trust, une fiducie caritative créée par la reine pour gérer ses propriétés foncières et sa succession après sa mort. Iaukea et son épouse Charlotte sont aux côtés de Liliʻuokalani lorsqu'elle meurt en 1917. C'est lui qui hisse son étendard royal (drapeau) sur Washington Place pour signaler sa mort, et est chargé de planifier les funérailles nationales de Liliʻuokalani. Il sert de porteur honoraire pendant le cortège funèbre tandis que son fils Frederick Hank Iaukea sert de porteur actif transportant le catafalque portant le cercueil de la reine jusqu'à son dernier lieu de repos pour la mise au tombeau avec les membres de sa famille dans la crypte de Kalākaua du mausolée royal de Mauna 'Ala. En tant qu'ancien chambellan et l'un des derniers représentants survivants de l'ancienne dynastie, il planifie les funérailles royales de la princesse Kaʻiulani en 1899, du prince David Kawānanakoa en 1908 et du prince Jonah Kūhiō Kalanianaʻole en 1922,. Il est président de la Commission des maisons hawaïennes de 1933 à 1935, membre de la Commission des archives à partir de 1937 et gardien de la salle du trône du palais Iolani à partir de 1937.

Iaukea est décédé à Honolulu, le 5 mars 1940, à l'âge de 84 ans . Il est enterré au cimetière d'Oahu. En tant que dernier membre survivant de la cour de la monarchie défunte, Iaukea est considéré de son vivant comme une autorité importante sur le passé, mais aussi comme un exemple positif de ceux qui se sont adaptés à l'évolution politique des îles. Son arrière-arrière-petite-fille Sydney Lehua Iaukea déclare :
Curtis P. Iaukea a non seulement incarné ces changements, mais est directement impliqué dans ce processus en tant que figure permanente du gouvernement du royaume hawaïen et du territoire d'Hawaï. Vers la fin de sa vie, il est célébré comme un Hawaïen ayant réussi à devenir citoyen américain. ...Curtis P. Iaukea est célébré comme un Hawaïen qui survit à la monarchie et vit pour en parler. Il est également considéré comme représentant tout ce qu'il y a apparemment de bon à devenir américain, même si jusqu'à la fin de sa vie les photos de mon arrière-arrière-grand-père le montrent portant fièrement les uniformes et les médailles qui accompagnaient ses voyages dans des pays lointains en tant que diplomate. pour le royaume hawaïen. Il n'a jamais été photographié portant ses uniformes, après coup, pour la République d'Hawaï en tant que diplomate officiel. Malgré cela, le gouvernement territorial s'est régulièrement appuyé sur ses souvenirs pour combler le fossé entre le royaume hawaïen et le territoire et légitimer ainsi sa propre existence. Il lui fallait insérer son caractère inévitable dans le récit historique et utiliser les souvenirs publics de mon arrière-arrière-grand-père pour représenter sa « preuve d'héritage ». 

## Vie privée

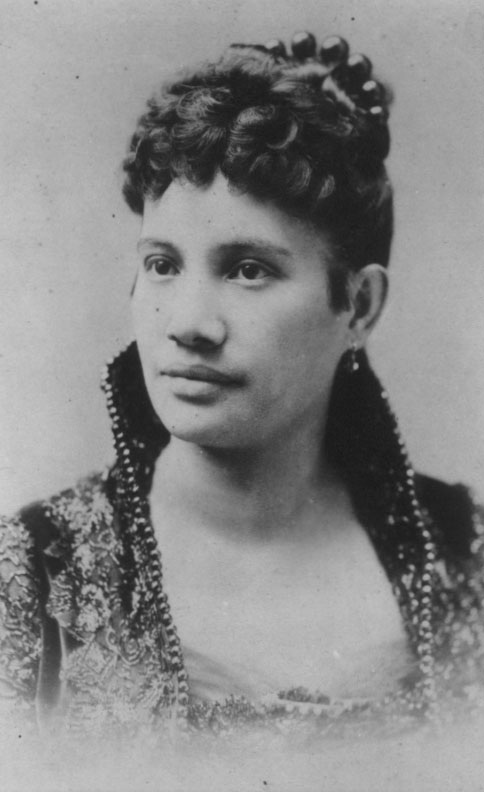
Charlotte Kahaloipua Hanks Iaukea

Iaukea épouse Charlotte Kahaloipua Hanks (1856-1936) le 7 avril 1877. Ils se sont rencontrés grâce à la connaissance de la tante de Charlotte, Uwini Auld, et de la reine Emma. Fille unique de l'homme d'affaires américain Frederick Leslie Hanks et du sino-hawaïen Akini, Charlotte est d'origine mixte caucasienne, autochtone hawaïenne et chinoise. Son père aurait été un parent de Nancy Hanks, la mère du président Abraham Lincoln, et s'est installé à Hawaï après sa deuxième visite en 1853. Descendante de la lignée de chefs Kahaloipua, sa généalogie est considérée comme d'un rang supérieur à celui de son mari. Son grand-père maternel est le premier homme d'affaires chinois Tyhune (c'est-à-dire Wong Tai-hoon), qui possédait le magasin Tyhune au centre-ville d'Honolulu des années 1830 aux années 1850 et investissait dans la vente de sucre, d'expédition, de marchandises et d'alcool. Elle hérite des terres de Waikiki et d'Honolulu de sa grand-mère maternelle Wahinekapu, une chef hawaïenne et fille ou sœur de Kahanaumaikai, qui reçoit des terres dans le Grand Māhele,. Charlotte est une dame d'honneur de la reine Kapi'olani et est une amie proche de Lili'uokalani. Durant la monarchie, elle reçut l'honneur de chevalier compagnon de l'ordre royal de Kapiolani,.
Le couple a deux enfants : un fils nommé Frederick Hanks Nalaniahi Iaukea (1881-1944) et une fille nommée Lorna Kahilipuaokalani Iaukea (1885-1973), qui épouse Edward B. Watson,. Avant sa mort, Iaukea engage l'écrivain et chercheur Jeanne Hobbs pour rédiger ses mémoires, lui confiant plusieurs de ses papiers personnels. Cependant, il l'a ensuite poursuivie en justice pour ne pas avoir terminé ses mémoires et exige la restitution de ces papiers, mais il est décédé avant de les récupérer. Récupérant ces documents auprès de Hobbs après sa mort en 1953, sa fille Lorna écrit et publié le livre By Royal Command: The Official Life and Personal Reminiscences of Colonel Curtis Piehu Iaukea at the Court of Hawaii's Rulers en utilisant les écrits personnels de son père. En 2012, son arrière-arrière-petite-fille Sydney Lehua Iaukea écrit The Queen and I: A Story of Dispossessions and Reconnections in Hawai'i, un livre sur Iaukea et le rôle qu'il joue dans la succession de la reine Lili'uokalani. Parmi les autres descendants notables d'Iaukea et de Charlotte figurent l'écrivain Lesley Kehaunani Iaukea et les lutteurs professionnels King Curtis Iaukea et Rocky Iaukea.

## Lectures complémentaires
- Neil Bernard Dukas, A Military History of Sovereign Hawaiʻi, Honolulu, Mutual Publishing Company, 2004 (ISBN 978-1-56647-636-2, OCLC 56195693)
- Iaukea, « Japanese in Hawaii », The Mid-Pacific Magazine, T. H., A. H. Ford; Pan-Pacific Union, Pan-Pacific Research Institution, vol. 48,‎ 1935, p. 87–88 (OCLC 145158315, lire en ligne)
- Niklaus Rudolf Schweizer, His Hawaiian Excellency: The Overthrow of the Hawaiian Monarchy and the Annexation of Hawai'i, New York, Peter Lang, 2004 (ISBN 978-0-8204-6871-6, OCLC 55682174, lire en ligne)